# Vertrag von Ouagadougou
Der Vertrag von Ouagadougou (Accord de Ouagadougou) ist ein Friedensvertrag, der am 4. März 2007 zwischen den Konfliktparteien im Bürgerkrieg von 2002 bis 2007 in der Elfenbeinküste unterzeichnet wurde. Es war nach drei fehlgeschlagenen Friedensinitiativen das vierte Abkommen in fünf Jahren und führte innerhalb von kurzer Zeit zu einem dauerhaften Waffenstillstand, zum Abbau der Pufferzone zwischen Regierung und Rebellen sowie zu einer ernsthaften Vorbereitung von Präsidentschaftswahlen. Im Unterschied zu den vorherigen Friedensverträgen (unter französischer und südafrikanischer Vermittlung entstanden) kam dieses Abkommen in direkten Gesprächen der Beteiligten zustande.

## Inhalt
Unterzeichner des Vertrages sind der damalige ivorische Präsident Laurent Gbagbo, der Chef der Rebellen Forces Nouvelles, Guillaume Soro sowie der Präsident von Burkina Faso, Blaise Compaoré. Die Vereinbarungen, die dieser Vertrag besiegelt, gleichen im Großen und Ganzen jenen aus vorherigen Verträgen und der UN-Resolution 1721. Dies sind im Einzelnen:
- Artikel 1: Identifikation der Bevölkerung, Verteilen von Identitätstiteln und Personalausweisen an alle Berechtigten. Dies betraf etwa drei Millionen Einwohner, die keine gültigen Papiere hatten.[2]
- Artikel 2: Abhalten von transparenten Präsidentschaftswahlen innerhalb von 10 Monaten
- Artikel 3: Entwaffnung und Demobilisierung der bewaffneten Milizen, Neuaufbau einer nationalen Armee und Integration der demobilisierten Soldaten in diese Armee. Insgesamt 40.000 Bewaffnete wurden demobilisiert.[2]
- Artikel 4: Wiedervereinigung der Elfenbeinküste, die bis dahin in einen nördlichen und einen südlichen Teil gespalten war, sowie Wiedereinführung der öffentlichen Verwaltung im von den Forces Nouvelles kontrollierten Nordteil
- Artikel 5: Bekenntnis zu politischer Normalisierung und Demokratie
- Artikel 6: Maßnahmen zu Frieden und nationaler Versöhnung
- Artikel 7: Einrichtung eines Konzertationsrahmens und Evaluationskomitees

## Folgen
In der weiteren Folge dieses Vertrages erhielt Rebellenführer Soro das Amt des Premierministers in der neu zu formierenden Regierung. Er erhielt damit eine gute Möglichkeit, sich als Staatsmann zu profilieren, um später für das Präsidentenamt zu kandidieren.
Gbagbo konnte durch diesen Vertrag den bis dahin amtierenden Premier Charles Konan Banny entmachten. Dieser war ihm durch die internationale Gemeinschaft aufgezwungen worden und wurde von Gbagbo immer mehr als Konkurrent empfunden. Soro war jedoch aufgrund mangelnden Alters nicht berechtigt, bei den Wahlen zum Staatspräsidenten zu kandidieren.
Aufgrund des Vertrages wurde das Centre de Commandement des Opérations de Sécurité (CECOS) gegründet.
Blaise Compaoré konnte sich international als einflussreicher Politiker profilieren. Daneben löste er für Burkina Faso eine Reihe von Problemen: Der Außenhandel war durch den Bürgerkrieg zum Erliegen gekommen, da er größtenteils über den Hafen von Abidjan abgewickelt wurde. Importprodukte hatten sich dadurch erheblich verteuert. Zudem waren viele Bürger Burkina Fasos, die als Gastarbeiter in der Elfenbeinküste ansässig waren, vor den Kriegswirren in ihr Heimatland geflohen und drohten, dort das soziale Gefüge aus dem Gleichgewicht zu bringen.
Mit dem Artikel 3 des Vertrags von Ouagadougou begründete Alassane Ouattara die Gründung der Forces républicaines de Côte d’Ivoire während der Regierungskrise 2010/2011.